# Passare (volleyboll)

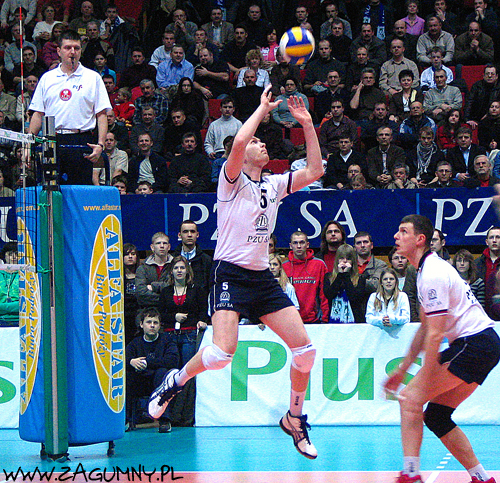
Passare.

Passare är en spelarposition i volleyboll. Passarens uppgift är att förse de anfallande spelarna med pass. Detta innebär i praktiken att passaren tar i princip gör den andra beröringen på varje sida. För en passare är det viktigt med bra fingerslag och bra speluppfattning.